# Vénétie tridentine
 (avril 2018).
Si vous disposez d'ouvrages ou d'articles de référence ou si vous connaissez des sites web de qualité traitant du thème abordé ici, merci de compléter l'article en donnant les références utiles à sa vérifiabilité et en les liant à la section « Notes et références ».

Les Tre Venezie (« Trois Vénéties ») dans l'entre-deux-guerres : la Vénétie tridentine en orange.

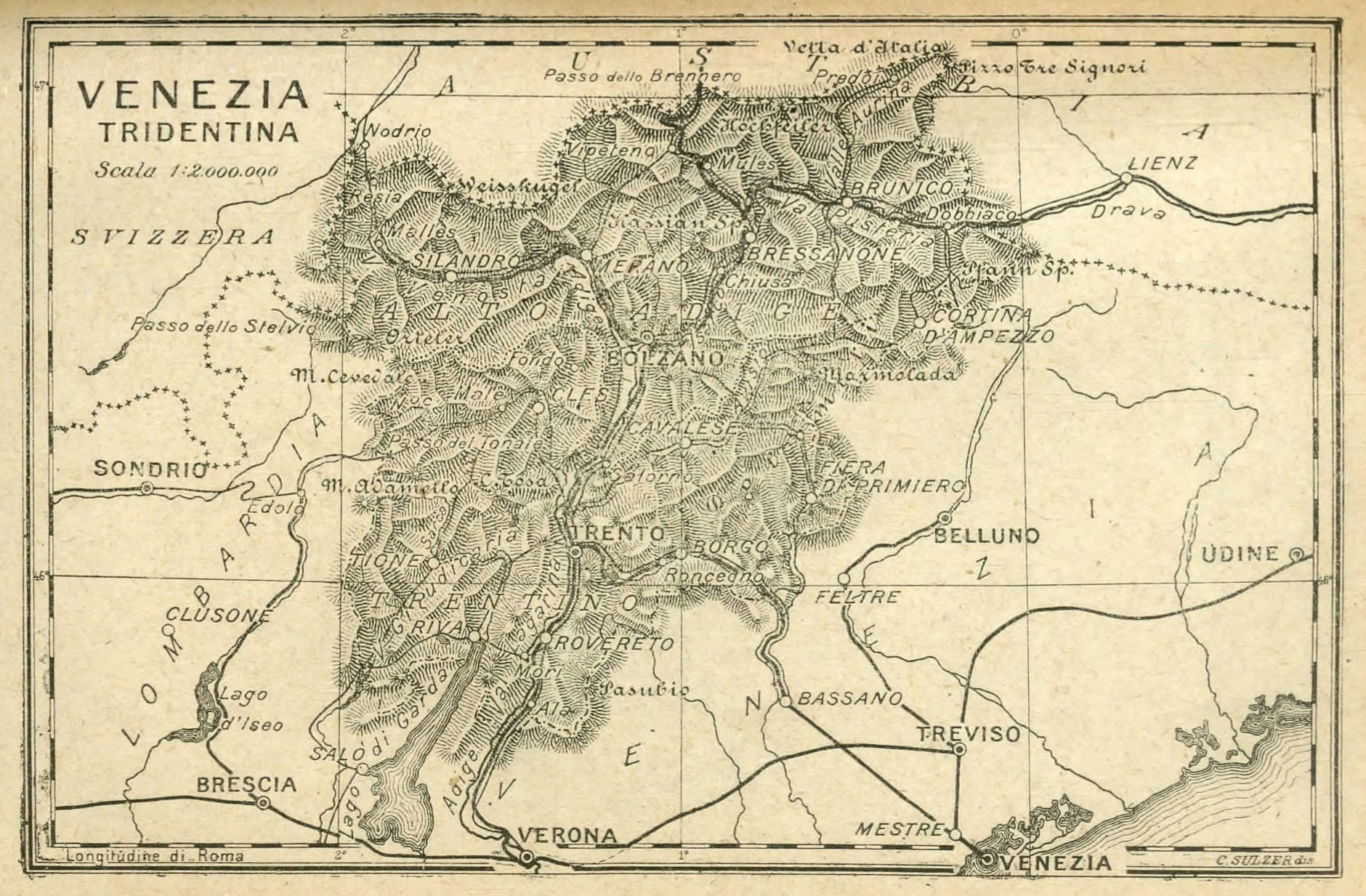
Carte de 1921

La Vénétie tridentine (en italien Venezia Tridentina) est l'une des « Trois vénéties » (Tre Venezie) ou Triveneto de l'Italie du Nord, correspondant aujourd'hui à la région du Trentin-Haut-Adige.

## Historique
La Vénétie tridentine est la partie du Triveneto qui s'étend sur les Dolomites et pour l'essentiel sur l'actuelle province de Trente dont elle prend le nom. Au XIXe siècle, elle correspondait plutôt au Trentin-Haut-Adige qui constituait d'ailleurs la province de Trente (avant la création d'une province autonome de Bolzano).
Ce toponyme créé par le glottologue Graziadio Isaia Ascoli en 1863, a été utilisé pour indiquer les territoires du Tyrol cisalpin (Haut-Adige et Trentin) qui ont ensuite été annexés au royaume d'Italie en 1919. En 1927, la Venezia Tridentina, composée uniquement d'une province, celle de Trente, est divisiée en deux : celles de Trente et Bolzano. Ce n'est qu'à la fin de la Seconde Guerre mondiale, que la région devient le Trentin-Haut-Adige en changeant de nom.